# USS Satterlee (DD-626)
USS Satterlee (DD-626) là một tàu khu trục lớp Gleaves được Hải quân Hoa Kỳ chế tạo trong Chiến tranh Thế giới thứ hai. Nó đã tham gia suốt Thế Chiến II, sống sót qua cuộc xung đột, ngừng hoạt động năm 1946 và bị tháo dỡ năm 1972. Nó là chiếc tàu chiến thứ hai của Hải quân Hoa Kỳ được đặt theo tên Đại tá Hải quân Charles Satterlee (1875-1918) thuộc lực lượng Tuần duyên Hoa Kỳ.

## Thiết kế và chế tạo
Satterlee được chế tạo tại xưởng tàu của hãng Seattle-Tacoma Shipbuilding Corp. ở Seattle, Washington. Nó được đặt lườn vào ngày 10 tháng 9 năm 1941; được hạ thủy vào ngày 17 tháng 7 năm 1942, và được đỡ đầu bởi cô Rebecca E. Satterlee, cháu gái Đại tá Satterlee. Con tàu được cho nhập biên chế cùng Hải quân Hoa Kỳ vào ngày 1 tháng 7 năm 1943 dưới quyền chỉ huy của Thiếu tá Hải quân Joseph F. Witherow, Jr..

## Lịch sử hoạt động
Satterlee đã hộ tống chiếc tàu sân bay Anh HMS Victorious đi từ vùng bờ Tây đến vùng bờ biển Đại Tây Dương, nơi chiếc tàu khu trục gia nhập Hạm đội Đại Tây Dương vào ngày 26 tháng 8 năm 1943. Sau hai chuyến hộ tống các đoàn tàu vận tải đi sang Casablanca, Bắc Phi và huấn luyện ngoài khơi Casco Bay, Maine, nó hộ tống các thiết giáp hạm Texas (BB-35) và Arkansas (BB-33) đi đến Belfast, Bắc Ireland vào tháng 4 năm 1944.
Trong tuần lễ đầu của tháng 5, Satterlee được huấn luyện cho một nhiệm vụ đặc biệt trong khuôn khổ Chiến dịch Overlord, cuộc Đổ bộ Normandy. Nó được phân công hỗ trợ một lực lượng tinh nhuệ 200 binh lính Biệt kích Lục quân làm nhiệm vụ vô hiệu hóa một khẩu đội pháo Đức tại Pointe du Hoc, vốn khống chế bãi đổ bộ Omaha. Sau khi hộ tống các tàu quét mìn đi đến khu vực đổ bộ trong đêm 5-6 tháng 6, nó bắn pháo chuẩn bị xuống Pointe du Hoc lúc 05 giờ 48 phút sáng ngày 6 tháng 6. Khi lực lượng biệt kích đổ bộ lên bờ, nó tiêu diệt các đơn vị đối phương đối đầu với họ từ đỉnh các sườn dốc. Cho dù lính biệt kích phát hiện các khẩu pháo đối phương đã được dời chỗ trước khi đổ bộ, sức chống cự của quân Đức vẫn rất mạnh, nên chiếc tàu khu trục đã phải bắn pháo hỗ trợ suốt cả ngày. Nó ở lại ngoài khơi các bãi đổ bộ Normandy trong 45 ngày tiếp theo, rồi tham gia lực lượng tấn công đi đến ngoài khơi Saint-Tropez thuộc miền Nam nước Pháp vào ngày 15 tháng 8, trong khuôn khổ Chiến dịch Dragoon. Tại đây nó giúp đánh trả một cuộc tấn công vào ban đêm của năm tàu phóng lôi Đức, đánh chìm một chiếc và cứu vớt 12 người sống sót.
Satterlee quay trở lại vùng bờ Đông vào tháng 10 để huấn luyện tại khu vực Casco Bay. Trong tháng 1 và tháng 2 năm 1945, nó hộ tống tàu tuần dương hạng nặng đưa Tổng thống trong chặng đường từ Norfolk, Virginia đến Bermuda, trong hành trình đi sang châu Âu tham dự Hội nghị Yalta. Sau đó nó lên đường đi sang khu vực Thái Bình Dương, đi đến Trân Châu Cảng vào ngày 16 tháng 5 để hoạt động như một tàu huấn luyện tác xạ. Nó cũng hộ tống các tàu sân bay Saratoga (CV-3), Hancock (CV-19) và Wasp (CV-18) trong các hoạt động huấn luyện ban ngày và ban đêm ngoài khơi quần đảo Hawaii.
Vào ngày 4 tháng 7, Satterlee rời Trân Châu Cảng để làm nhiệm vụ tuần tra và giải cứu không-biển tại khu vực giữa Saipan và Okinawa, và tiếp tục vai trò này cho đến hết chiến tranh cũng như trong những tháng đầu tiên của giai đoạn chiếm đóng. Vào ngày 9 tháng 11, nó bắt đầu hành trình quay trở về Hoa Kỳ để ngừng hoạt động.
Satterlee được cho xuất biên chế vào ngày 16 tháng 3 năm 1946 và đưa về lực lượng dự bị tại Charleston, South Carolina. Tên nó được cho rút khỏi danh sách Đăng bạ Hải quân vào ngày 1 tháng 12 năm 1970, và nó bị bán để tháo dỡ vào ngày 8 tháng 5 năm 1972.

## Phần thưởng
Satterlee được tặng thưởng hai Ngôi sao Chiến trận do thành tích phục vụ trong Thế Chiến II.